# Temple de la pagode Haibao
Le temple de la pagode Haibao (chinois : 海宝塔寺 ; pinyin : Hǎibǎotǎ Sì) est un temple bouddhiste, situé dans le nord de la ville de Yinchuan, Ningxia, en Chine. En raison des tremblements de terre de 1712 et 1778, le temple actuel date du règne de l'empereur Qianlong (r. 1736-1796) bien qu'il ait été fondé dans la première moitié du Ve siècle par Helian Bobo (en), le roi xiongnu du Xia. Il abrite le siège de l'Association bouddhiste de Ningxia.
Sa pagode est classée depuis 1961 dans la première liste des sites historiques et culturels majeurs protégés au niveau national,.

## Structure
Le complexe est tourné vers l'ouest et est agencé selon l'ordre suivant: le shanmen (en), le hall des quatre rois célestes (en), le hall mahavira (en), le hall de Skanda et le hall du Bouddha de jade qui abrite une statue en jade de 1,5 m représentant Shakyamuni.
Sous son avant-toit, le premier bâtiment comporte une plaque indiquant le nom du temple, une calligraphie réalisée par Zhao Puchu (en) (1907-2000), le président de l'Association bouddhiste de Chine. Le hall mahavira forme le bâtiment principal et accueille les statues de Bouddha et, sur les côtés, celles des dix-huit arhats.

## La pagode

La pagode Haibao

La pagode Haibao est une tour de 53,9 m de 11 étages construite en brique et en pierre sur une base dodécagonale. Initialement appelée la pagode noire, elle est aussi connue sous le nom de pagode du nord. La vue qu'elle offre à son sommet et considérée comme l'un des huit plus beaux paysages de Ningxia.